# Chrono Champenois
De Chrono Champenois - Trophée Européen of Chrono de Campagne is een voormalige wielerwedstrijd die werd verreden als individuele tijdrit voor mannen en vrouwen in het Franse departement Marne. De wedstrijd werd vanaf 1989 jaarlijks verreden in september en was onderdeel van de UCI 1.1 categorie. De eerste editie werd bij de vrouwen gewonnen door de Française Nathalie Six. In 2013 won de Nederlandse Ellen van Dijk en in 2015 de Belgische Ann-Sophie Duyck. In 2000 en 2017 werd de wedstrijd niet verreden.

## Erelijst
| Jaar | Winnaar                 | Tweede                  | Derde                   |
| ---- | ----------------------- | ----------------------- | ----------------------- |
| 1989 | Nathalie Six            |                         |                         |
| 1990 | Nathalie Gendron        |                         |                         |
| 1991 | Nathalie Gendron        | Géraldine Queniart      | Françoise Leprod'homme  |
| 1992 | Jeannie Longo           | Géraldine Queniart      | Cécile Odin             |
| 1993 | Svetlana Boebnenkova    | Valentina Polkhanova    | Jeannie Longo           |
| 1994 | Svetlana Samokhvalova   | Svetlana Boebnenkova    | Valentina Polkhanova    |
| 1995 | Jeannie Longo           | Lotte Bak               | Sophie Swaertvaenger    |
| 1996 | Jeannie Longo           | Alessandra Cappellotto  | Gabriella Pregnolato    |
| 1997 | Alessandra Cappellotto  | Zoelfia Zabirova        | Kathy Watt              |
| 1998 | Zoelfia Zabirova        | Valentina Polkhanova    | Imelda Chiappa          |
| 1999 | Jeannie Longo           | Valentina Polkhanova    | Antonella Bellutti      |
| 2000 | wedstrijd niet gehouden | wedstrijd niet gehouden | wedstrijd niet gehouden |
| 2001 | Kirsty Nicol Robb       | Sara Carrigan           | Olga Zabelinskaja       |
| 2002 | Zoelfia Zabirova        | Sara Carrigan           | Jeannie Longo           |
| 2003 | Hanka Kupfernagel       | Karin Thürig            | Zoelfia Zabirova        |
| 2004 | Karin Thürig            | Priska Doppmann         | Giovanna Troldi         |
| 2005 | Kathy Watt              | Jeannie Longo           | Wendy Houvenaghel       |
| 2006 | Karin Thürig            | Christiane Soeder       | Andrea Thürig           |
| 2007 | Karin Thürig            | Amber Neben             | Mirjam Melchers         |
| 2008 | Karin Thürig            | Loes Gunnewijk          | Amber Neben             |
| 2009 | Wendy Houvenaghel       | Julia Shaw              | Grace Verbeke           |
| 2010 | Anne Samplonius         | Judith Arndt            | Olga Zabelinskaja       |
| 2011 | Judith Arndt            | Amber Neben             | Wendy Houvenaghel       |
| 2012 | Wendy Houvenaghel       | Carmen Small            | Olga Zabelinskaja       |
| 2013 | Ellen van Dijk          | Carmen Small            | Shara Gillow            |
| 2014 | Hanna Solovej           | Ellen van Dijk          | Katrin Garfoot          |
| 2015 | Ann-Sophie Duyck        | Tiffany Cromwell        | Hayley Simmonds         |
| 2016 | Katrin Garfoot          | Olga Zabelinskaja       | Ellen van Dijk          |
| 2017 | wedstrijd niet gehouden | wedstrijd niet gehouden | wedstrijd niet gehouden |
| 2018 | Leah Thomas             | Olga Zabelinskaja       | Hayley Simmonds         |
| 2019 | Vita Heine              | Mieke Kröger            | Marlen Reusser          |

### Meervoudige winnaars
| Overwinningen | Renster           | Land                | Jaren                  |
| ------------- | ----------------- | ------------------- | ---------------------- |
| 4             | Jeannie Longo     | Frankrijk           | 1992, 1995, 1996, 1999 |
| 4             | Karin Thürig      | Zwitserland         | 2004, 2006, 2007, 2008 |
| 2             | Nathalie Gendron  | Frankrijk           | 1990, 1991             |
| 2             | Zoelfia Zabirova  | Rusland             | 1998, 2002             |
| 2             | Wendy Houvenaghel | Verenigd Koninkrijk | 2009, 2012             |

### Overwinningen per land
| Overwinningen | Land                                                                                    |
| ------------- | --------------------------------------------------------------------------------------- |
| 7             | Frankrijk                                                                               |
| 4             | Rusland, Zwitserland                                                                    |
| 2             | Duitsland, Verenigd Koninkrijk, Australië                                               |
| 1             | België, Canada, Italië, Nederland, Nieuw-Zeeland, Oekraïne, Verenigde Staten, Noorwegen |

## Mannen
De Chrono Champenois werd sinds 1998 ook door mannen verreden. De wedstrijd behoorde tot de UCI 1.2 categorie in de UCI Europe Tour. De eerste editie werd gewonnen door de Hongaar László Bodrogi. In 2005 won de Nederlandse Mathieu Heijboer; tweede werd Stef Clement.

### Erelijst
| Jaar | Winnaar                 | Tweede                  | Derde                   |
| ---- | ----------------------- | ----------------------- | ----------------------- |
| 1998 | László Bodrogi          | Frédéric Finot          | Stéphane Celle          |
| 1999 | Linas Balčiūnas         | David Derepas           | Peter Schep             |
| 2000 | wedstrijd niet gehouden | wedstrijd niet gehouden | wedstrijd niet gehouden |
| 2001 | Steve Fogen             | Guillaume Canet         | Xavier Pache            |
| 2002 | Tomas Vaitkus           | Olivier Kaisen          | Francesco Rivera        |
| 2003 | Émilien-Benoît Bergès   | Romain Genter           | Dominique Rollin        |
| 2004 | Andrej Koenitski        | Florian Morizot         | Jeff Sherstobitoff      |
| 2005 | Mathieu Heijboer        | Stef Clement            | Alberto Kunz            |
| 2006 | Matti Helminen          | Alexander Bespalov      | Peter Latham            |
| 2007 | Cameron Wurf            | Mateusz Taciak          | Michael Tronborg        |
| 2008 | Adriano Malori          | Andreas Henig           | Matti Helminen          |
| 2009 | Adriano Malori          | Westley Gough           | David McCann            |
| 2010 | Rasmus Christian Quaade | Matti Helminen          | Luke Durbridge          |
| 2011 | Luke Durbridge          | Rasmus Christian Quaade | Anton Vorobjov          |
| 2012 | Rohan Dennis            | Sergej Tsjernetski      | Rasmus Quaade           |
| 2013 | Campbell Flakemore      | Damien Howson           | Stefan Küng             |
| 2014 | Rasmus Christian Quaade | Reidar Borgersen        | Campbell Flakemore      |
| 2015 | Filippo Ganna           | Vegard Stake Laengen    | Davide Martinelli       |
| 2016 | Daniel Westmattelmann   | Reidar Borgersen        | Nathan Van Hooydonck    |
| 2017 | Niet verreden           | Niet verreden           | Niet verreden           |
| 2018 | Martin Toft Madsen      | Mikkel Bjerg            | Hamish Bond             |
| 2019 | Mikkel Bjerg            | Justin Wolf             | Martin Toft Madsen      |
| 2020 | Romain Bacon            | Conn McDunphy           | Julian Lino             |

### Meervoudige winnaars
| Overwinningen | Renster                 | Land       | Jaren      |
| ------------- | ----------------------- | ---------- | ---------- |
| 2             | Adriano Malori          | Italië     | 2008, 2009 |
| 2             | Rasmus Christian Quaade | Denemarken | 2010, 2014 |

### Overwinningen per land
| Overwinningen | Land                                                               |
| ------------- | ------------------------------------------------------------------ |
| 4             | Australië, Denemarken                                              |
| 3             | Italië                                                             |
| 2             | Litouwen Frankrijk                                                 |
| 1             | Duitsland, Finland, , Hongarije, Luxemburg, Nederland, Wit-Rusland |